# Jiří Štěpán Bruntálský z Vrbna
Jiří Štěpán Bruntálský z Vrbna (asi 1615 – 9. února nebo 2. září 1682 Praha) byl moravský šlechtic ze slezské linie rodu Bruntálských z Vrbna. Působil jako voják císařské armády a v letech 1662–1682 zastával významné zemské úřady na Moravě, mj. moravského zemského hejtmana.

## Život
Narodil se jako syn Štěpána Bruntálského z Vrbna a jeho manželky Anny z Oppersdorfu.
V posledních letech třicetileté války bojoval pod velením generálů Mercyho, Hatzfelda a Motecuccoliho a dále v bojích švédsko-polské války a proti Turkům u St. Gotthardu v roce 1664. 
V roce 1652 byl spolu se svým strýcem Bernartem Bruntálským z Vrbna povýšen do hraběcího stavu.
Jiří Štěpán byl postupně majitelem rozsáhlého panství, do kterého patřily Letovice, Velké Heraltice, Dobrostavice, Königsberg, Nažidla a další. V roce 1668 koupil zámek ve Velkých Heralticích i s celým heraltickým panstvím. V 70. letech 17. století zámek přestavěl italský stavitel usazený v Opavě Lorenc Nicolo. Na vnitřním vybavení zámku a především zámecké kaple se podílel sochař a štukátor Andreas Anrath.
Při smrti Jiřího Štěpána z Vrbna nebyla stavba zámku ještě dokončena.
| „                                                                        | Zámek, ve kterém jedna strana nová, již sice až po dach vybudovaná, však vrchní štok bez povalův, dlážky, dveří a oken se nachází. | “ |
| — Pozůstalostní inventář Jiřího Štěpána Bruntálského z Vrbna z roku 1682 | |   |

## Manželství a potomstvo
Jiří Štěpán byl dvakrát ženatý a z obou manželství měl celkem nejméně 23 dětí.
- z prvního manželství s Johanou z Bernsteinu měl 16 dětí, z nichž se pouze dcera Anna Helena dožila vyššího věku a provdala se za hraběte Pražmu z Bílkova.
- Jeho druhou manželkou byla hraběnka Marie Alžběta Kinská, vdova po Bohuslavu Berkovi z Dubé, s níž měl několik dětí. Synové Ferdinand Oktavián[6], Václav Albrecht (1659-1732), který se oženil s Marií Augustou princeznou z Fürstenbergu. Tato rodová linie však vyhasla roku 1757 v osobě jejich syna Karla Václava, jenž padl v boji poblíž Vratislavi.